# خرم نحيل
الخرم النحيل (باللاتينية: Agrostemma gracile) نوع نباتي سام ينتمي إلى جنس الخرم من الفصيلة القرنفلية.

## الموئل والانتشار
موطنه بلاد الشام وتركيا واليونان.

## مرادفات للاسم العلمي
- (باللاتينية: Githago gracilis (Boiss.) Boiss.)